# اوتاکار لادا
اوتاکار لادا (انگلیسی: Otakar Lada; ۲۲ مهٔ ۱۸۸۳ – ۱۲ ژوئیهٔ ۱۹۵۶) شمشیرباز اهل بوهم بود.
وی در مسابقات کشوری و بین‌المللی در مجموع برندهٔ ۱ مدال برنز شده‌است.